# Ormia reinhardi
Ormia reinhardi là một loài ruồi trong họ Tachinidae.